# Hassle-Bösarps församling
Hassle-Bösarps församling var en församling i Lunds stift och i Skurups kommun. Församlingen uppgick 1995 i Skurups församling.

## Administrativ historik
Församlingen har medeltida ursprung. 
Församlingen var till 1 maj 1932 annexförsamling i pastoratet Solberga och Hassle-Bösarp för att därefter till 1995 vara annexförsamling i pastoratet Skurup och Hassle-Bösarp som till 1962 även omfattade Solberga församling. Församlingen uppgick 1995 i Skurups församling.

## Kyrkor
- Hassle-Bösarps kyrka